# Cratere Maret
Maret  è un cratere sulla superficie di Venere.